# Та мржња коју сејеш
Та мржња коју сејеш (енгл. The Hate U Give) је роман књижевнице Енџи Томас, објављена 2017. године. Ово је ауторкино прво дело, настало као проширење приче коју је она записала за време школовања на колеџу. Прича је инспирисана догађајем из 2009. године, када је саобраћајни полицајац брутално убио ненаоружаног мушкарца Оскара Гранта. Причу приповеда шеснаестогодишња црнкиња Стар, једини сведок убиства свог најбољег друга Калила. Она сведочи пред судом и јавно говори о невиности свог пријатеља, борећи се да убица не прође некажњено. Радња кулминира када судија прогласи невиним полицајца који је убио младића.
Роман је издат 28. фебруара 2017. године, од стране компаније Харпер Колинс, која је победила у надметању за права на роман. Књига је достигла невероватан успех, дебитујући на првом месту листе најпродаванијих књига за младе часописа Њујорк тајмс (енгл. The New York Times), где се и задржала наредних 50 недеља. Књига је освојила неколико награда и ауторка је добила високе похвале за писање и благовремени садржај. Пишући роман, она је покушала да прошири свест читалаца о покрету црначки животи вреде , као и потешкоћама са којима се суочавају црни Американци који користе замену кода. Ове теме, као и вулгарни језик, привукле су одређене полемике и проузроковале да књига буде једна од најизазовнијих књига 2017. и 2018. године, како ју је оценило Америчко библиотекарско удружење.
Новела је адаптирана у филм у 2018. години, као и у аудио верзију књиге. Обе адаптације су добиле јако позитивне реакције.

## Позадина и објављивање
Потрешена убиством Оскара Гранта, тада још увек студенткиња, млада Енџи Томас започела је писање приче као пројекат за програм креативног писања Универзитета Белхејвен. Првобитан план да напише кратку причу се брзо проширио и добио потенцијал за писање новеле, али она је одлучила да то уради тек после дипломирања. У интервјуу за локалне новине њеног родног града, Енџи је изјавила: „Желела сам да се уверим да приступам писању не само из беса, већ и из љубави” Назив новеле инспирисан је Тупаковом филозофијом Таг лајфа. Брутална убиства Афромериканаца Трејвона Мартина, Тамира Рајса, Сандре Бленд, Алтона Стерлинга, Филанда Кастила, Мајкла Брауна и масовни протести изазвани овим догађајима, утицали су на ауторку и послужили као оквир за радњу дела.
Несигурна да ли ће издаваче занимати материјал инспирисан покретом црначки животи вреде , Енџи је у јуну 2015. године контактирала књижевног агента Брукса Шермана на Твитеру и затражила његов савет. У фебруару 2016. године, компанија Харпер Колинс  откупила је права на роман приликом аукције, надмашивши 13 других издавачких кућа и потписала уговор о две књиге са ауторком. Продукцијска компанија Фокс 2000  је откупила филмска права следећег месеца.
Књига од 464 страница објављена је 28. фебруара 2017. године. То је био период када је индустрија покушавала да реши деценијску стагнацију у броју књига за децу које су написали афроамерички аутори.Од објављивања, ова књига је постала пример покушаја издавача да објаве више књига за младе афроамеричких аутора.

## Заплет
Стар Картер је шеснаестогодишња црнкиња која живи у сиромашном насељу Гарден Хајтс (измишљена локација), у којем живи углавном црначко становништво. Она похађа имућну, приватну школу са претежно белим студентима - Вилијамсон Прем. Након што пуцњава прекине забаву на којој Старр присуствује, кући је вози Калил, најбољи пријатељ из детињства и бивша симпатија. Зауставља их бели полицајац. Полицајац наређује Калилу, који је Афроамериканац, да изађе из аутомобила. Док је ван аутомобила, Калил се нагиње на прозор на страни возача, да провери како је Стар. Тада полицајац испаљује три хица у Калила и убија га.
Стар пристаје на интервју с полицијом о пуцњави након што ју је охрабрио њен ујак Карлос који је такође полицајац. Карлос је Стар био очинска фигура када је њен отац Маверик провео три године у затвору активности у банди. Након пуштања, Маверик је напустио банду и постао власник прехрамбене продавнице Гарден Хајтс у којој Стар и њен полубрат Севен раде. Маверику је било дозвољено да напусти своју банду, Краљеве лордове, јер је признао злочин да би заштитио Кинга, вођу банде. Страхопоштован у суседству, Кинг сада живи са Севеновом мајком, Севеновом полусестром Кенијом која је Старина другарица, и Кенијином сестром Лирикс.
Калилова смрт постаје национална вест. Медији Калила приказују као криминалца и трговца дрогом, док величају белог официра који га је убио. Старин идентитет сведока у почетку се држи у тајности од свих изван њене породице, укључујући и њеног млађег брата Секанија. Чување тајне од свог белог дечка Криса и њених најбољих пријатељица Хејли Грент и Маје Јанг, који похађају Вилијамсон Преп, оптерећује Стар, као и њена потреба да одвоји своје личности у Вилијамсону и у Гарден Хајтс. Старина борба са идентитетом додатно су закомпликоване након што је мајка добила плаћенији посао и породица се одселила из Гарден Хајтса.
Након што велика порота не успе да оптужи полицајца кривог за убиство, Гарден Хајтс еруптира и у мирне протесте и у нереде. Неуспех система кривичног правосуђа да прогласи полицајца одговорним подстиче Стар да преузме све већу улогу. Прво дајући телевизијски интервју, а затим изјашњавајући се током протеста, које полиција дочекује у опреми за сузбијање нереда. Њена све већа идентификација са људима из Гарден Хајтса изазива напетост код њених пријатеља, а такође и код њеног дечком Криса. Али до краја романа, Стар и Маја почеле су да се супротстављају Хејлиним расистичким коментарима, док Крис пружа подршку Стар.
Врхунац романа догађа се током нереда након одлуке велике пороте. Стар, Крис, Севен и ДеВанте, којима је Маверик помогао да побегну Краљевим лордовима, успешно су бранили Маверикову радњу од Кинга. Комшилук се супротставља Кингу и као резултат ДеВантеовог сведочења Кинг је ухапшен и очекује се да буде затворен на дуже време. Стар обећава да ће одржати успомену на Калила у животу и да ће наставити да се залаже против неправде.

## Стил
Винсент Хадад са Централног државног универзитета описује ово дело као покушај стварања емпатије с покретом црначки животи вреде, јер „апели на емпатију са Старине стране служе да дисциплинују оне који траже решења која се сматрају превише нереалним супротстављајући  се одрживом насиљу над црначким заједницама”. Одржавајући реализам и изричито именујући стварне жртве полицијске бруталности, Хадад тврди да је Енџи Томас у стању да подстакне акцију код својих читалаца. Међутим, на крају осећа да овај приступ има ограничења јер се ради о појединцу, а не о колективу.  Насупрот томе, Воксова Констанс Гред тврди да је овај реализам оно што чини да роман служи већој сврси: „Специфичност и хировитост идеја размера беса попут песама о раскиду је оно што  чини да се ово дело тако спретно креће кроз његову тешку тему ; остаје топло и фокусирано, као и утемељено у улози чак и када се бави великим, аморфним идејама попут системског расизма.”

## Теме
Испитивање расних односа главна је тема новеле. Професор Калил Мухамад са Школе владе Џ. Ф. Кеннедија на Универзитету Харвард види роман као начин за дискусију међу људима који можда не би разговарали о покрету црначки животи вреде: „Књигу, а и донекле филм, читали су и читаће је студенти у потпуно белим заједницама, где их хитност ових питања иначе није лично погађала.” Истовремено, могла би пружити утеху црним тинејџерима који су се суочили са сличним изазовима као Стар.Пример за то је Старина способност да замењује код између своје приватне школе и куће, што Томасова демонстрира кроз сленг који Стар користи у контексту сваког дијалога.  Такође, Стар помаже и њена породица која износи различита гледишта, укључујући мисли њеног ујака као полицајца и оца који подучава Стара и њену браћу и сестре о странци црних пантера.  Роман такође приказује борбу Стариних родитеља да остану повезани са заједницом, а да истовремено заштите и пруже сигуран живот својој деци.
Новела показује Старину двоструку потребу да одговори како на трауму сведочења Калилове смрти, тако и на њену потребу да то учини политички. Пре објављивања књиге, истраживање женске перспективе на изолованост и потребу да буду узорна мањина у елитној приватној школи било је нешто што се није појављивало у литератури или на филму са истом учесталошћу као за мушкарце. Ауторкина способност да забележи ова осећања проистекла је из сопствених искустава са реакцијама њених белих колега из разреда после смрти Оскара Гранта.
Роман не зазире од стварности урбаног живота, што је илустровано референцом из наслова на цитат Тупака Шакура. Старина осећања према Калилу еволуирају током романа. Читаоцима је први пут представиљен на забави као њен пријатељ и као жртва полицијске пуцњаве. Ова представа његовог карактера је онда закомпликована како за Стар, тако и за свет романа уопште, када се сазна да се Калил бавио дрогом. Међутим, Стар се не слаже са начином на који медији приказују Калила. Она је у стању да оспори овај наратив прво за себе, а затим и за друге, препознајући да је Калил на ове околности био приморан сиромаштвом, глађу и жељом да брине о мајци наркоманки.

## Реакције
Књига је дебитовала на врху листе најпродаванијих књига за младе часописа Њујорк тајмс, на којој се задржала месецима. Књига је у првом месецу имала 100.000 примерака у штампи, а на крају је продала више од 850.000 примерака од јуна 2018.
Награде
Књигу је 2018. године препознало Америчко библиотекарско удружење наградом William C. Morris за најбољу дебитантску књигу за тинејџере, награду Coretta Scott King Award за најбољи роман афроамеричког аутора за децу и била је почасна књига за награду Michael L. Printz за најбољи роман за тинејџере. Роман је такође освојио награду Waterstones Children's Book Prize и Инди награду Америчког удружења издавача за најбољи роман за младе. Та мржња коју сејеш је именована на листи National Book Awards  књижевности за младе, номинована је и за Карнеги медаљу за 2018. годину, и освојила је Deutscher Jugendliteraturpreis за 2018. године.
Изазови
Америчко библиотекарско удружење навело је књигу као једну од десет најизазовнијих књига 2017. и 2018. године, „јер је сматрана вулгарном због употребе дрога, псовки и увредљивог језика“. У јулу 2018. године, синдикат полиције Јужне Каролине изнео је примедбе на увођење књиге на летњу листу за читање ученика деветих разреда средње школе Вандо. Представник полицијске ложе описао је укључивање ове и пар сличних књига као „готово индоктринацију неповерења у полицију” и истакао како се томе мора стати на крај. Књига је уклоњена из школских библиотека Независног школског округа Кати због њеног експлицитног језика. Енџи Томас је одговорила на ове изазове бранећи поруку књиге.

## Адаптације
Филм
Фокс 2000 изабрао је новелу за филмску адаптацију у марту 2016. године, убрзо након аукције за права књиге. [9] Редитељ Џорџ Тилман Џуниор и глумица Амандла Стенберг одмах су прикључени пројекту. У филму такође учествују Иса Реј, Ентони Маки, Реџина Хал, Кеј Џеј Апа,  и Сабрина Карпентер. Филм је заснован на сценарију Одри Велс, која је умрла дан пре објављивања филма. Филм је добио ограничено издање 5. октобра а званично је објављен 19. октобра 2018. године. Филм је добио позитивне реакције, са оценом критичара Rotten Tomatoes-а 8,2 од 10 и А + на CinemaScore-у. Од марта 2019. године, филм је достигао бруто зараду у износу од 34 милиона долара у односу на буџет од 23 милиона долара.
Аудио-књига
Аудио-књига објављена је компанија Харпер Аудио истог дана када и је објављена новела. Књигу приповеда нараторка Бахни Турпин коју је Енџи сама одабрала. Бахни је добила награду за најбољег женског приповедача аудио књига. Та мржња коју сејеш је освојила Одисеј награду за најбољу дечију аудио књигу 2018.